# Gea de Albarracín
Gea de Albarracín è un comune spagnolo di 431 abitanti situato nella comunità autonoma dell'Aragona.